# نظام غذائي دون كربوهيدرات

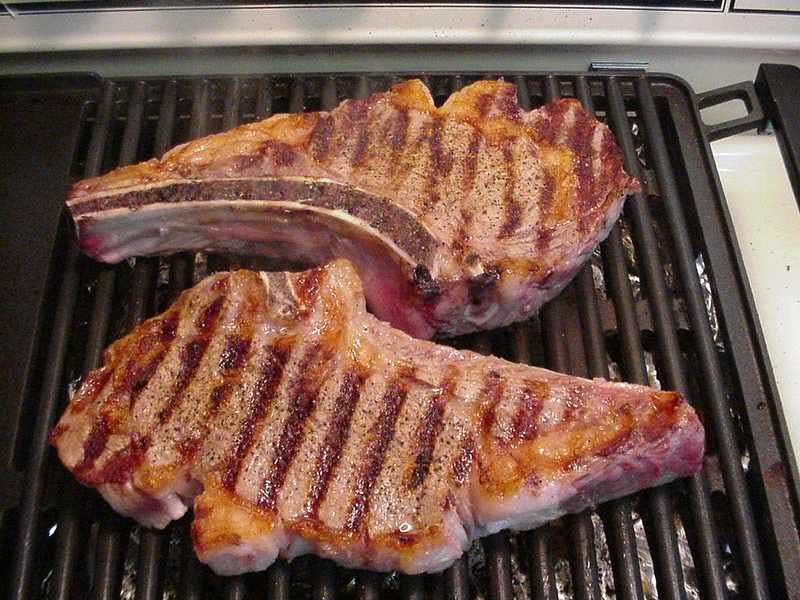

نظام غذائي بدون الكربوهيدرات (نظام غذائي غير كربّي ، حمية خالية من الكربوهيدرات) هو حمية غذائية تستثني الاستهلاك الغذائي لجميع الكربوهيدرات (بما في ذلك الألياف الغذائية) ويستبدلها بالدهون كمصدر رئيسي للطاقة مع البروتين الكافي. وقد يكون هذا النظام كيتوجينك، مما يعني أنه يتسبب في دخول الجسم في حالة من فرط الكيتون والتي تقوم تحويل الدهون الغذائية والدهون في الجسم إلى أجسام كيتون التي تستخدم لتغذية أجزاء الجسم التي لا تؤكسد الدهون للحصول على الطاقة، خصوصا الدماغ. بعض الأعضاء الجسدية وأجزاء من الدماغ لا تزال بحاجة إلى الجلوكوز، الذي ينظم بإحكام من الكبد ويتم توفيره بشكل كاف عن طريق الجلوكوجين أو عن طريق تحويل الجلسرين من حرق الدهون الثلاثية. وقد يستخدم النظام الغذائي الذي لا يحتوي على الكربوهيدرات بشكل أساسي أغذية حيوانية المصدر، وقد يشتمل على تناول كمية عالية من الدهون المشبعة، على الرغم من أن هذا ليس الشائع لهذا النظام الغذائي، والذي، بحكم تعريفه، يحد فقط من تناول الكربوهيدرات.